# The Shift
The Shift é um  filme de ficção científica estadunidense de 2023, escrito e dirigido por Brock Heasley e estrelado por Kristoffer Polaha, Neal McDonough, Elizabeth Tabish, Rose Reid e Sean Astin.

## Enredo
Um homem é "deslocado" entre diferentes realidades pelo Benfeitor, um autodenominado Agente do Caos que gosta de perturbar a vida das pessoas, jogando-as em diferentes linhas do tempo e vendo-as lutar em vão para voltar para seus amigos e entes queridos em sua linha do tempo "principal".

## Elenco
- Kristoffer Polaha como Kevin[6]
- Neal McDonough como o Benfeitor[6]
- Elizabeth Tabish
- Rosa Reid
- Sean Astin
- John Billingsley
- Jason Marsden
- Nolan North
- Emily Rose
- Paras Patel
- Jordan Walker Ross

## Produção
As filmagens começaram em Birmingham, Alabama, em 30 de janeiro de 2023. As estradas foram fechadas no centro de Birmingham para que as cenas fossem filmadas. O filme deveria originalmente ser rodado em Atlanta.

## Lançamento
O filme seria originalmente lançado nos cinemas em janeiro de 2024. A data de lançamento foi transferida para 1º de dezembro de 2023.

## Recepção

### Bilheteria
O filme arrecadou US$ 4,4 milhões em 2.450 cinemas em seu fim de semana de lançamento, terminando em oitavo lugar, atrás de Animal [en].

### Resposta da crítica
No site agregador de críticas Rotten Tomatoes, 39% das 33 resenhas dos críticos são positivas, com uma classificação média de 5,1/10. O consenso do site diz: "O elenco sólido e a premissa intrigante de The Shift são constantemente desperdiçados pela tentativa malsucedida de sua história confusa de dar um toque de ficção científica ao Livro de Jó." O público pesquisado pelo CinemaScore deu ao filme uma nota média de "B+" em uma escala de A+ a F, enquanto os entrevistados pelo PostTrak deram uma pontuação geral positiva de 85%, com 69% dizendo que definitivamente recomendariam o filme.